# René I van Anjou
René I van Anjou (Angers, 16 januari 1409 - Aix-en-Provence, 10 juli 1480) die door zijn onderdanen in Provence le bon roi René werd genoemd, was de tweede zoon van Lodewijk II van Anjou en Yolande van Aragón. Als tweede in de opvolgingslijn was hij niet voorbestemd om te regeren, maar het lot zou hier anders over beslissen. Hij werd heerser over onder meer het hertogdom Bar, het graafschap Provence, Lotharingen, het hertogdom Anjou en was titulair koning van Napels, van Jeruzalem, van Sicilië en van Aragon. Naast zijn vrij ongelukkige politieke carrière was René een groot kunstliefhebber en de auteur van verscheidene boeken.

## Biografie
René werd geboren op 16 januari 1409 in het kasteel van Angers als derde kind van Lodewijk II van Napels en Yolande van Aragón. Hij wordt opgevoed door zijn moeder samen met zijn broers en zussen in het kasteel van Angers en in Berry, samen met zijn achterneef (en toekomstige zwager en koning) Karel van Frankrijk graaf van Ponthieu, de zoon van koning Karel VI van Frankrijk en van Isabella van Beieren.

### 1417–1425 graaf van Guise
Bij de dood van zijn vader Lodewijk II krijgt hij als erfdeel de heerlijkheid van Guise, die de bruidsschat was geweest van zijn grootmoeder Marie de Blois bij haar huwelijk met Lodewijk I van Anjou. Later zal zijn neef Karel VII de heerlijkheid verheffen tot graafschap. Maar de Anjous zijn medestanders van de dauphin en hun goederen ten noorden van de Loire worden aangeslagen door de hertog van Bedford die Guise toewijst aan Jan van Luxemburg, graaf van Ligny, die Guise op 18 september 1424 bezet.

### 1430-1480 hertog van Bar
Zijn moeder Yolande van Aragón speelde een belangrijke rol in het tweede Angevijnse huis na de dood van haar echtgenoot Lodewijk II. Ze deed haar uiterste best om haar tweede zoon van de nodige bezittingen en de daaruit volgende inkomsten te voorzien. Zo weet ze haar oom de kardinaal Louis de Bar, die als enige overblijvende mannelijke erfgenaam het hertogdom van Bar had geërfd, ervan te overtuigen René te adopteren en tot zijn opvolger te benoemen. Om de sinds eeuwen aanslepende geschillen tussen het hertogdom Lotharingen en het hertogdom Bar definitief uit de wereld te helpen regelt Louis de Bar een huwelijk van René met Isabella van Lotharingen, dochter en enige erfgename van hertog Karel II van Lotharingen. Het huwelijk werd gesloten op 20 oktober 1420, René was toen elf jaar oud. Louis de Bar belast zijn achterneef René met het bestuur van het hertogdom ter gelegenheid van het huwelijk en René werd hertog van Bar vanaf 1430 bij het overlijden van zijn oom.

### 1431-1453 hertog-gemaal van Lotharingen
De periode van 1420 tot 1431 brengt René door aan het hof van Lotharingen, waar hij onder meer in contact komt met de Vlaamse en Duitse kunst die in Lotharingen erg werd geapprecieerd. Bij het overlijden van zijn schoonvader werd hij in 1431 hertog-gemaal van Lotharingen. Die erfregeling werd echter gecontesteerd door verscheidene concurrenten van wie de belangrijkste Antoine de Vaudémont was. Antoine was de neef van zijn vrouw Yolanda en eerste mannelijke troonopvolger. Zijn aanspraken werden gesteund door Filips III van Bourgondië. Bij de Slag bij Bulgnéville op 2 juli 1431 wordt René verslagen en gevangengenomen door Filips de Goede. Hij werd pas vrij gelaten nadat zijn zoontjes Jan (zes jaar oud) en Lodewijk (4 jaar oud) als gijzelaars zijn plaats innamen. Maar met de steun van keizer Sigismund bleef René zijn rechten op Lotharingen opeisen. Hij moest zich opnieuw in gevangenschap begeven en bleef de gevangene van Filips tot in 1437 wanneer hij vrijgekocht werd met een hoog losgeld.
Na langdurige onderhandelingen deed Antoine op 27 maart 1441 afstand van zijn aanspraken op Lotharingen in ruil voor de onafhankelijkheid van zijn graafschap en zijn zoon Ferry wordt uitgehuwelijkt aan Yolande, de dochter van René, waardoor later Antons kleinzoon, Rene II hertog van Lotharingen zou worden. 
In 1453 bij de dood van zijn echtgenote Isabella van Lotharingen, installeert René zijn oudste zoon Jan II, hertog van Calabrië als hertog van Lotharingen. René hertrouwt met Jeanne de Laval in 1454.

### 1434-1480 hertog van Anjou, graaf van Provence en van Forcalquier
Tijdens de gevangenschap van René was zijn broer Lodewijk III van Anjou op 12 november 1434 in Coszenza overleden aan malaria. Lodewijk liet geen erfgenamen na en René wordt dus hertog van Anjou, graaf van Maine en graaf van Provence en Forcalquier.

### 1435-1442 koning van Napels
In 1435 wordt hij door koningin Jeanne II van Napels geadopteerd als erfgenaam, eveneens in opvolging van zijn overleden broer en wordt dus titulair koning van Napels. Tijdens de gevangenschap neemt Isabella de zorg voor de domeinen van haar echtgenoot op zich, zo reist ze onder meer naar Napels in 1435 om de rechten van haar man veilig te stellen. Na zijn vrijlating in 1437 zal René zich pas in 1438 bij zijn vrouw vervoegen omdat hij de nodige steun en fondsen moet verzamelen om zijn aanspraken op Napels waar te maken. In 1438 begint hij zijn campagne tegen Alfons V van Aragon, die Sicilië al had bezet. Door het gebrek aan geld en manschappen en wellicht ook aan politiek inzicht moet René in juni 1442 zijn nederlaag toegeven en na een belegering van Napels die zeven maanden had geduurd de stad opgeven. Hij trekt zich terug in Provence en later reist hij door naar Lotharingen. Aan zijn Italiaans avontuur houdt hij alleen de honoraire titels van koning van Napels, koning van Jeruzalem en koning van Sicilië over. Van midden 1453 tot februari 1454 trekt koning René voor een tweede maal naar Italië om zijn rechten te laten gelden, maar hij stopt de campagne vroegtijdig en keert terug naar Frankrijk. In de daaropvolgende periode besteedt hij zijn tijd aan de administratie en ontwikkeling van zijn domeinen in Anjou en Provence.

### De Honderdjarige Oorlog
Tijdens de eindperiode van de Honderdjarige Oorlog steunt René zeer trouw en consequent zijn neef Karel VII van Frankrijk in zijn strijd tegen de Engelsen, hij neemt onder meer deel aan de kroning van Karel VII tot koning van Frankrijk in Reims in 1429, die mogelijk was gemaakt door Jeanne d'Arc.
Als vriend en vertrouweling van de koning draagt hij bij aan het beëindigen van de vijandelijkheden tussen Engelsen en Fransen en speelt een actieve rol in de onderhandelingen van Tours. Hij laat in het kader van de onderhandelingen rond de wapenstilstand van Tours, zijn dochter Margaretha van Anjou in het huwelijk treden met Hendrik VI van Engeland op 23 april 1445. In deze overeenkomst werden ook de bezittingen in Maine van Karel van Anjou, de jongere broer van René, door de Engelsen vrijgegeven. Zijn dochter Margaretha speelde een belangrijke rol in de Rozenoorlogen en moest, nadat ze definitief verslagen was bij Tewkesbury en haar echtgenoot en zoon waren vermoord, voor een losgeld vrijgekocht worden (zie verdrag van Picquigny) voor ze terug kon keren naar haar vader in 1475.

### Familie

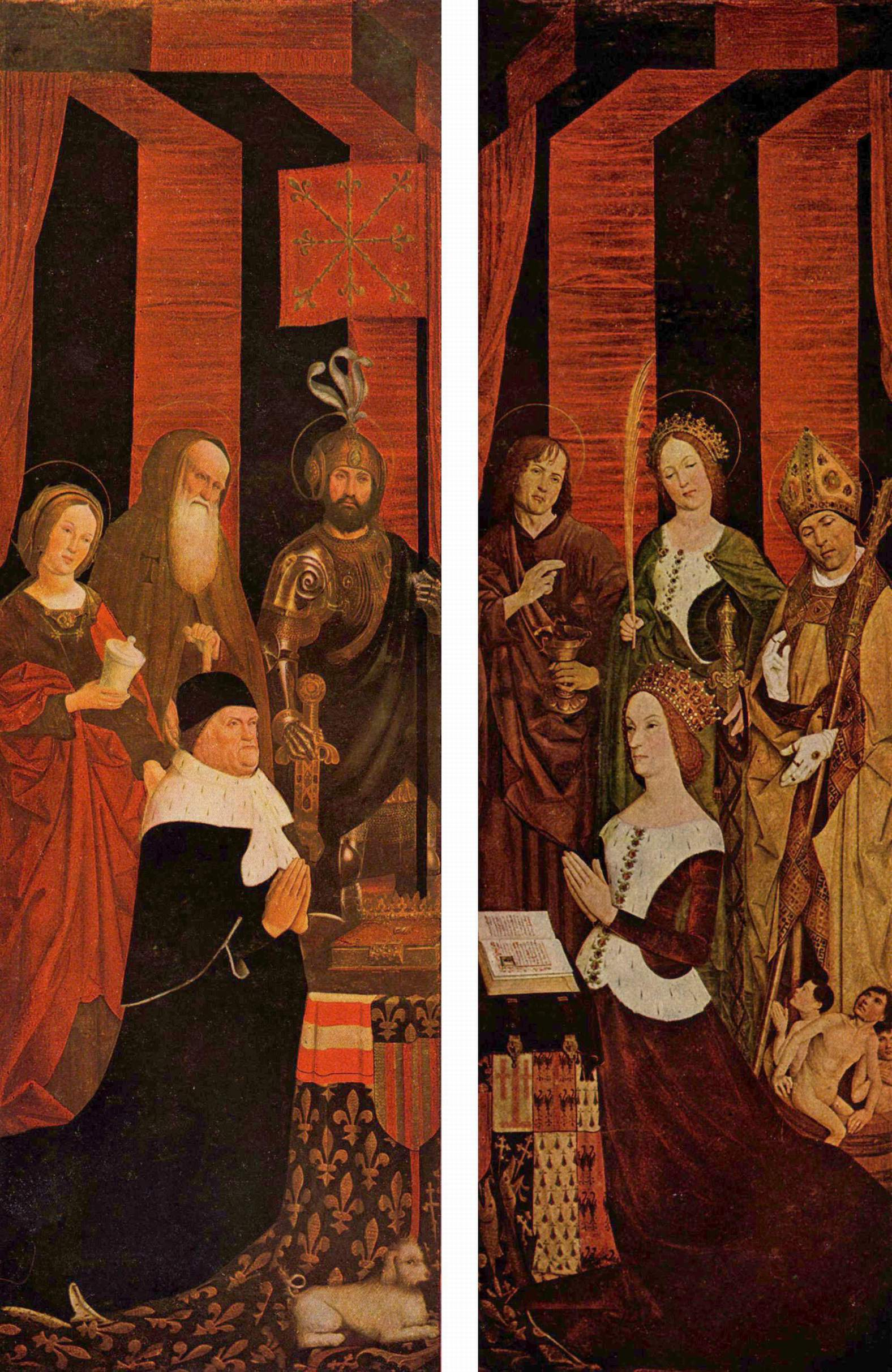
René en Jeanne de Laval uit een triptiek van Nicolas Froment in 1475 – Kathedraal van Aix-en-Provence.

René was zeer jong gehuwd met Isabella van Lotharingen. Het paar had de volgende kinderen:
- Isabella, jong gestorven
- Jan II van Lotharingen (1425-1470), hertog van Opper-Lotharingen
- Lodewijk, markies van Pont-à-Mousson (1427-1445)
- Nicolaas (1428-1430)
- Yolande (1428-1483), die huwde met graaf Ferry II van Vaudémont
- Margaretha van Anjou (1430-1482), die huwde met koning Hendrik VI van Engeland
- Karel (1431-1432)
- Louise (1436-1438)
- Anna (1437-1450).

René had daarnaast ook nog drie onwettige kinderen namelijk:
- Jan, bastaard van Anjou (+1536), markies van Pont-à-Mousson, gehuwd in 1500 met Marguerite de Glandeves-Faucon[3]
- Jeanne-Blanche (+1470), vrouwe van Mirebeau, gehuwd in 1467 met Bertrand de Beauvau (+1474)[4]
- Madeleine (+ na 1515), gravin Montferrand, gehuwd in 1496 met Louis Jean, heer van Bellenave[4]

In 1453 overlijdt Isabella en laat René in diepe rouw achter. Het overlijden van zijn geliefde vrouw zal de aanleiding zijn voor het schrijven van zijn werk Le mortifiement de vaine plaisance. René hertrouwt het jaar daarop in Angers op 10 september met Jeanne de Laval, die op dat moment eenentwintig is, René is 45, het paar krijgt geen kinderen meer. De tegenslag blijft de Goede koning René achtervolgen, zijn zoon Lodewijk sterft in 1445 en zijn schoondochter Marie de Bourbon in 1448. Alleen zijn oudste zoon Jan van Calabrië, die gehuwd was met Marie de Bourbon, is nog in leven en die heeft slechts één zoon Nicolas. Maar Jean zal het leven laten in 1470 bij een reis naar Barcelona waar hij de koningskroon wou opeisen die in 1466 aan zijn vader was beloofd door de Catalanen. De enig overgebleven erfgenaam van René, zijn kleinzoon Nicolas sterft drie jaar later op zijn vijfentwintigste. Er circuleren geruchten over vergiftiging, zoals trouwens ook bij de dood van zijn vader. Lotharingen gaat over op Yolande van Anjou die het hertogdom aan haar zoon René de Vaudemont schenkt, die de geschiedenis zal ingaan als René II van Lotharingen. Bij de dood van koning René in 1480 zal zijn dochter Yolande het hertogdom van Bar eveneens aan haar zoon René II overdragen.

### Het verlies van Anjou
Door het overlijden van al zijn rechtstreekse mannelijk erfgenamen vervalt het hertogdom van Anjou, dat in apanage gegeven was aan Lodewijk I van Anjou door Jan II van Frankrijk, terug aan de Franse kroon. Als in 1461 Karel VII overlijdt komt in Frankrijk diens zoon Lodewijk XI aan de macht die de grote hertogdommen alleen maar ziet als concurrenten voor de koninklijke macht.
Op 22 juli 1474 stelt René een testament op waarbij hij Anjou en Provence legeert aan zijn neef Karel III van Maine en het hertogdom Bar aan René II van Lotharingen de zoon van zijn dochter Yolande. Als Lodewijk XI lucht krijgt van dit testament laat hij het hertogdom Anjou bezetten op 31 juli 1474. René had zich al in oktober 1471 in zijn graafschap Provence teruggetrokken. Pas in 1476 geeft Lodewijk het hertogdom van Anjou terug aan René na een bespreking tussen beiden in Lyon, maar René moet zich engageren om de door Lodewijk opgerichte administratie te accepteren en het kasteel van Angers wordt bezet door een kapitein van de koning. Lodewijk XI houdt trouwens de inkomsten van het hertogdom voor zich.

### Laatste jaren

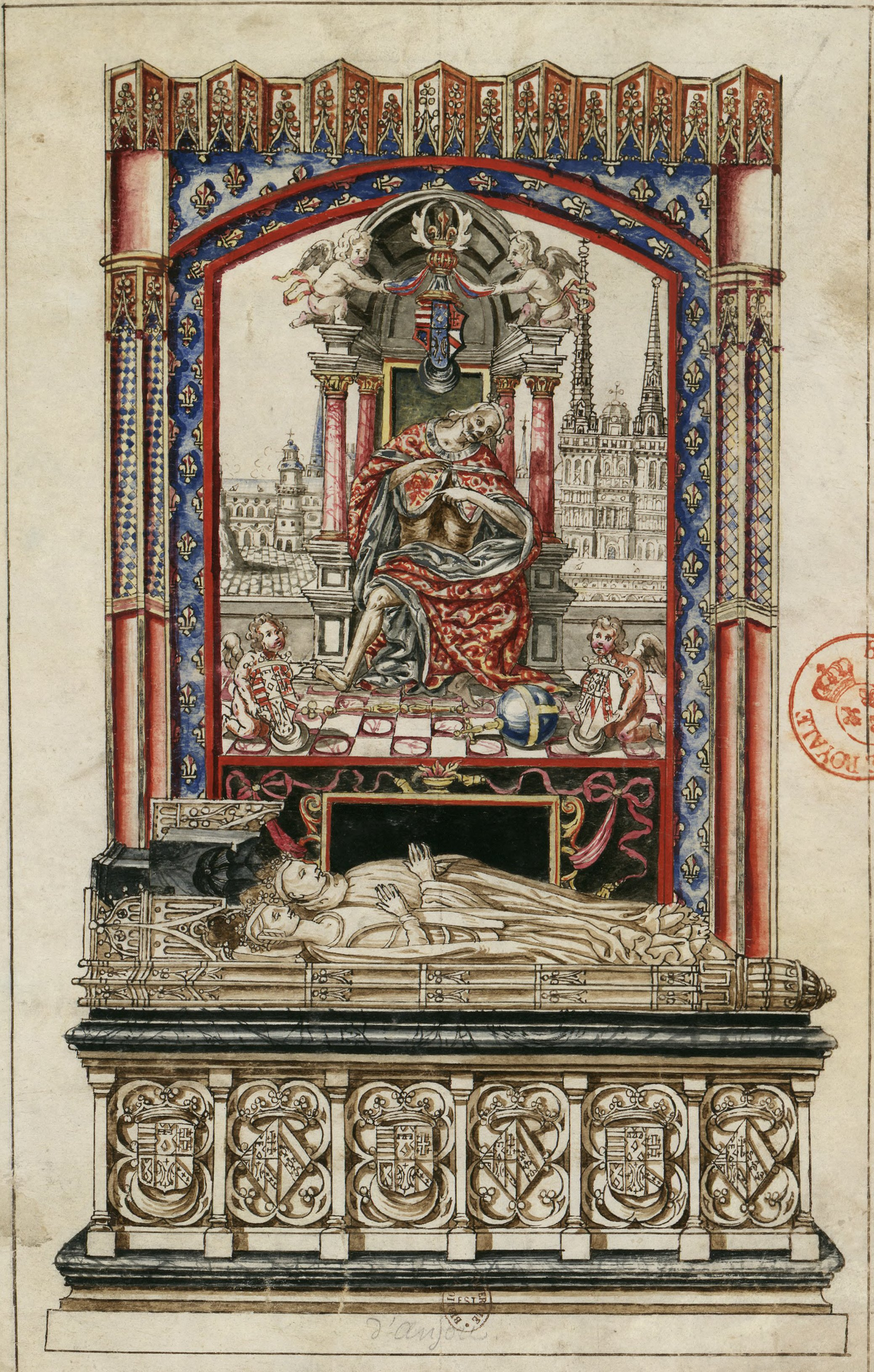
Grafmonument van René d’Anjou en Isabeau de Lorraine in de kathedraal van Angers – tekening van Louis Boudan (?) 1695.

In zijn graafschap Provence slijt René in alle rust zijn laatste levensjaren omringd door zijn jonge echtgenote Jeanne de Laval, zijn onwettige kinderen en enkele getrouwen maar zonder enige twijfel ontgoocheld en gedesillusioneerd door alle tegenslagen en verliezen die hem getroffen hadden. Hij houdt zich bezig met het onderhoud van zijn residenties en vestingen en met de kunst, de literatuur en zijn verzamelingen. Het is in deze periode dat hij de bijnaam le bon roi krijgt van zijn onderdanen. Het is het begin van de legende, in de realiteit was René een mediocre politicus.
Op 10 juli 1480 sterft René in Aix-en-Provence. Zonder rekening te houden met zijn expliciete wensen wordt hij door zijn onderdanen onmiddellijk begraven in de kathedraal Saint-Sauveur. Zijn hart wordt bijgezet in de kerk van het karmelietenklooster. Een jaar later zal Jeanne de Laval het stoffelijk overschot van haar overleden echtgenoot met een list laten wegnemen en ze zorgt dan voor een plechtige begrafenis in de kathedraal Saint Maurice van Angers waar hij in 1450 was begonnen met de bouw van een grafmonument voor hem en Isabella van Lotharingen. Zijn hart werd geplaatst in de kapel van Bernardinus van Siena die René had laten bouwen in het franciscanenklooster van Angers.

## Mecenas en kunstliefhebber
René gaf opdrachten aan talrijke kunstenaars, schilders, miniatuurschilders, edelsmeden en andere ambachtslui maar zijn hof was ook een literaire kring. Zijn zoon Jan van Calabrië onderhield nauwe contacten met Marie de Clèves en Charles d’Orléans, beiden bekend voor hun poëzie en was zelf een verdienstelijk dichter. Daarnaast zijn schrijvers zoals Antoine de la Salle en Pierre Chastellain, maar ook een ganse reeks minder bekende, werkzaam geweest aan het hof van René. René was eveneens een fervent liefhebber van toneel. Onder de leiding van zijn hofnar Triboulet, die aan het hof van René La Farce de Maître Pathelin zou geschreven hebben, werden allerlei toneelvoorstellingen gerealiseerd. Maar ook aan Jean du Prier, die meer dan 30 jaar in dienst bleef van de koning en van Jeanne de Laval, kunnen verscheidene stukken worden toegeschreven. Volgens een lijst opgesteld door Graham A. Runnals op basis van de rekeningen van de koning zouden er minstens een vijftigtal verschillende stukken zijn opgevoerd van de meest diverse genres, gaande van boerten tot Mysteriespelen.

### Toernooien

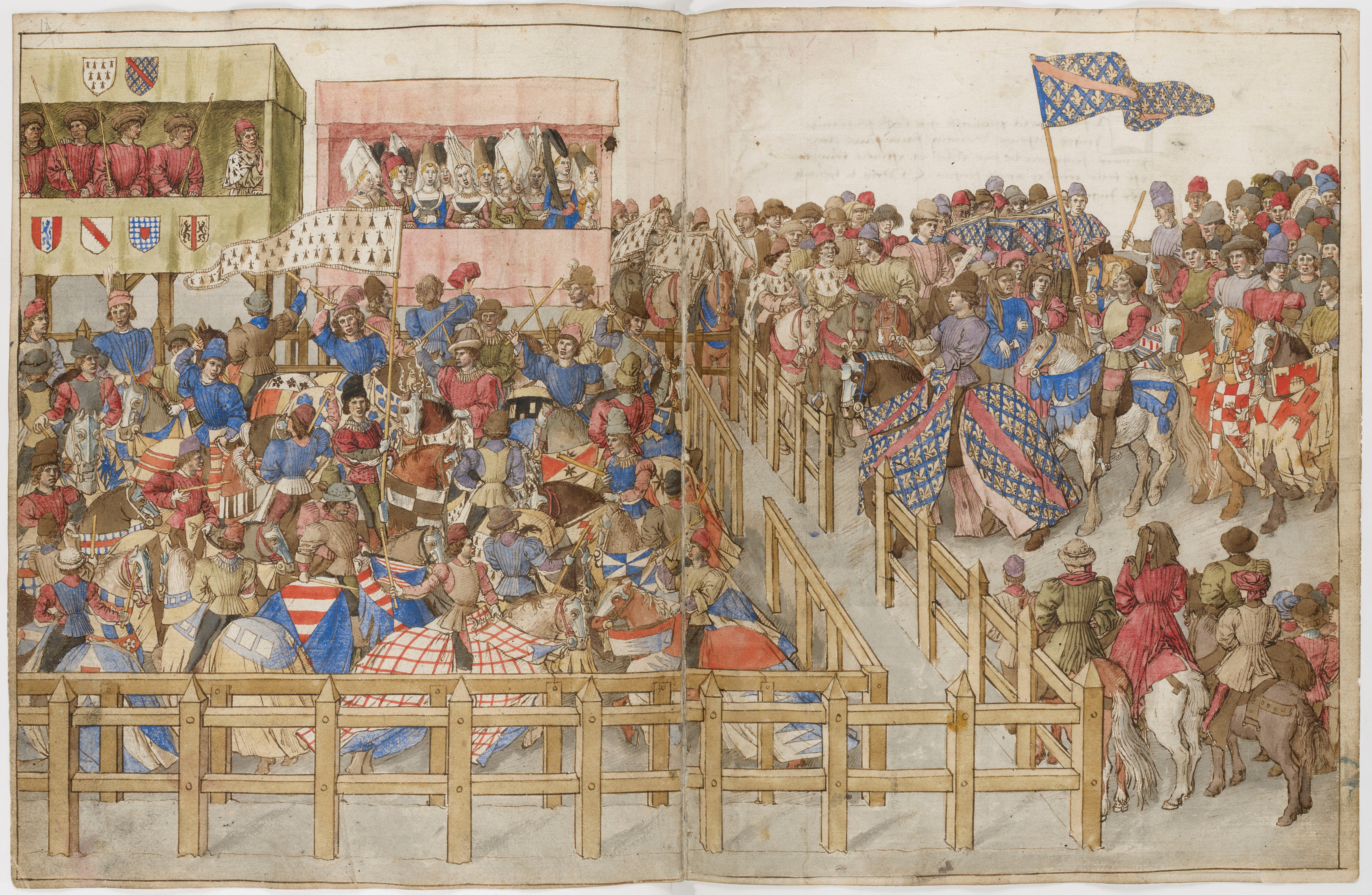
Barthélemy van Eyck – Livre des tournois

Koning René was een groot liefhebber van alles wat hoofs en ridderlijk was, dus ook van de pas d’armes. De pas d’armes was zoals het toernooi een imitatie van een oorlogssituatie. De deelnemers moesten in functie van het kamp waartoe ze behoorden een strategisch punt zoals een brug, een heuvel, een stadspoort of een kasteelpoort veroveren of verdedigen. Een dergelijke pas d’armes werd zorgvuldig voorbereid en geregisseerd. Tijdens de pas d’armes konden de diverse onderdelen van de krijgskunst, zoals de melée (groepsgevecht) maar ook het steekspel aan bod komen. Koning René organiseerde in de periode van 1445 tot 1450 een aantal toernooien die beroemd zijn gebleven. In 1445 waren er les pas d’armes in Nancy en Châlons ter gelegenheid van de huwelijken van zijn dochters Marguerite en Yolande, gevolgd door le pas de la Joyeuse Garde gehouden van 26 juni tot 7 augustus 1446 in Saumur en in 1449 le pas de la Bergère in Tarascon. De laatste twee werden uitvoerig beschreven in kronieken en in dichtwerken. Het toernooi van Tarascon duurt slechts zes dagen en is vooral een gelegenheid voor de edelen en schildknapen die verbleven aan het hof. Het toernooi van Saumur daarentegen duurde meer dan een maand en de fine fleur van de Franse adel was erop aanwezig.
Zijn passie voor toernooien bracht René ertoe een boek te schrijven over de materie het fameuze Traictié de la forme et devis comme on fait ung tournoy dikwijls Le livre des tournois genoemd. Het boek werd geschreven in de jaren 1460 en opgedragen aan zijn jongste broer Karel, de graaf van Maine. Het handschrift dat als het originele wordt beschouwd, wordt bewaard in de BnF met signatuur Français 2695 en is geïllustreerd door Barthélemy van Eyck.

### Auteur

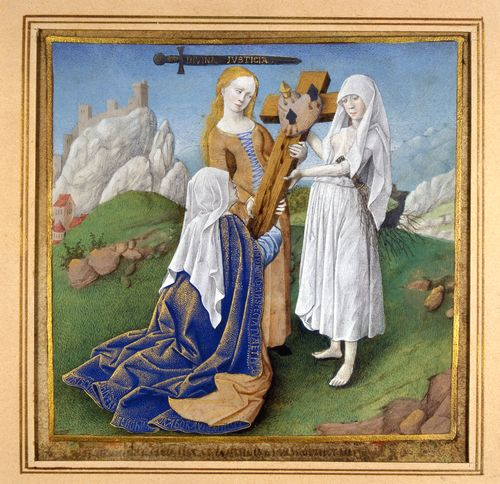
Miniatuur uit Le Mortifiement de vaine plaisance toegewezen aan Barthélemy van Eyck. ca. 1470.

Het is dikwijls moeilijk de geschiedkundige feiten en de vertelsels over René d’Anjou uit elkaar te houden zeker als het gaat over zijn betrokkenheid bij de kunsten maar zeker is dat hij naast zijn Livre des tournois twee allegorische werken schreef namelijk Le mortifiement de vaine plaisance (1455) en Le livre du Cuer Damours espris (ca. 1457). Daarnaast zijn enkele gedichten en een motet aan hem toegeschreven. Zijn faam als auteur was dermate gevestigd dat nog tijdens zijn leven werken aan hem werden toegeschreven waar hij niets mee te maken had. Zo werd er in 1479 bij Colard Mansion in Brugge een boek uitgegeven, L’abuzé en court dat onterecht aan hem werd toegeschreven.

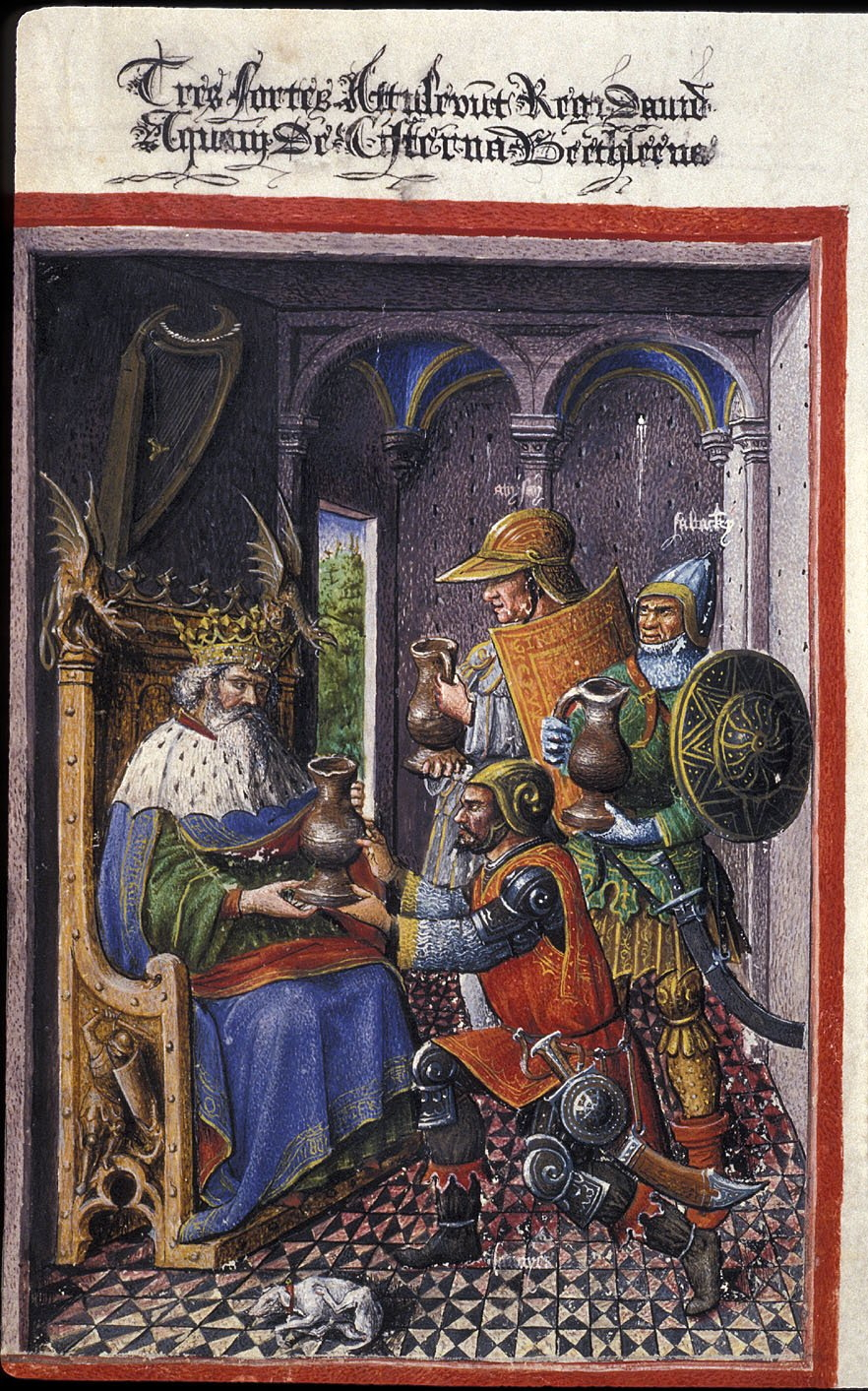
Egerton hours, David en de drie dapperen, miniatuur vroeger soms toegeschreven aan René

### Schilder
Hier en daar doken zelfs verhalen op dat René zelf geschilderd zou hebben. Hij zou het vak geleerd hebben van niemand minder dan de Gebroeders van Eyck tijdens zijn gevangenschap aan het hof van Bourgondië. Deze thesis werd voor het eerst naar voor gebracht in 1482, amper twee jaar na zijn dood, door Giovanni Santi, de vader van Rafaël en later in 1524 hernomen door de kunsthistoricus P. Summonte en door de Comte de Laborde in 1849, maar ook Otto Pächt verdedigt deze thesis nog in 1955 en 1977. Otto Pächt baseert zich vooral op het Egerton getijdenboek (British Library Egerton MS 1070) dat René bij zich zou gehad hebben tijdens zijn gevangenschap in Bourgondië. Ook het portret van René en Jeanne de Laval uit de triptiek Le Buisson ardent van Nicolas Froment in de kathedraal van Aix-en-Provence werd vroeger aan René toegeschreven. Vandaag zijn de kunsthistorici het eens dat dit verhaal tot het rijk der fabelen behoort. Men gaat er eerder van uit dat René zeer gedetailleerde opdrachten gaf voor het illustreren van zijn literaire werken, onder meer aan Barthélemy van Eyck die bijna dertig jaar voor hem werkte en voor wie hij in de kastelen van Angers en Provence een werkkamer liet inrichten, dicht bij zijn eigen kamer, met alle materiaal en meubilair dat de schilder nodig kon hebben.

### Verzamelaar
René d’Anjou was een fervent verzamelaar van handschriften, maar spijtig genoeg zijn er geen gedetailleerde inventarissen van zijn bibliotheek teruggevonden en hij had ook niet de gewoonte om zijn werken te merken met een of ander soort van ex libris. Maar zoals aan koning René literaire werken werden toegeschreven die hij nooit gemaakt had en miniaturen die hij nooit geschilderd had, zo werd ook zijn bibliotheek veel uitgebreider gemaakt dan ze naar alle waarschijnlijkheid ooit geweest is. Ook de wapens die in de manuscripten werden aangebracht geven geen uitsluitsel; verschillende manuscripten waarvan achteraf bleek dat ze toebehoorden aan Karel van Maine, zijn broer, of aan Jeanne de Laval of aan zijn kinderen of kleinkinderen werden op basis van de wapens die ze bevatten, verkeerdelijk toegewezen aan René d’Anjou.
In een algemene inventaris van het kasteel van Tarascon van 1457 worden 13 boeken genoemd en een inventaris van het kasteel van Angers somt een veertigtal boeken op. De lijst van de boeken uit de erfenis van René, die zijn broer Karel van Maine legeert aan de dominicanen van het klooster van Saint-Maximin in 1408, telt 128 werken in 153 volumes. In 1875 publiceert Lecoy de la Marche een samenvattende lijst die meer dan 200 werken bevat. Hij baseert zich hiervoor op de bovengenoemde inventarissen en op een aantal rekeningen van koning René. Dit is natuurlijk een stuk minder dan de 1200 volumes verzameld door de koningen Karel V en Karel VI en de bijna 900 volumes van Filips de Goede, maar René slaat geen mal figuur naast de 240 boeken van Karel van Orléans, de 160 van Jan van Angoulême en de 130 van koning Lodewijk XI van Frankrijk. Bovendien is zijn bibliotheek veel meer literair gericht dan bijvoorbeeld die van Filips de Goede. Koning René verzamelde boeken omdat ze mooi waren en omdat hij ze las en niet om zijn politiek te rechtvaardigen of zijn afkomst mooier te maken, wat wel het geval was bij Filips.

### Italiaanse literatuur
Op het einde van de veertiende eeuw en tijdens de regeerperiodes van Lodewijk II van Anjou en van René van Anjou heeft het Angevijnse hof een belangrijke rol gespeeld in de relaties tussen Italië en Frankrijk, zowel op politiek als op intellectueel gebied. Door de frequente contacten tussen het huis van Anjou met Italië was niet alleen de taal gekend, maar ook de literatuur en de evolutie van de kunst in Italië. Tijdens zijn verblijf in Napels heeft René zelf kennis kunnen maken met het Italiaanse culturele landschap en de literatuur in het vernaculair. Aan zijn hof verbleven trouwens tot op het einde van zijn leven getrouwen van deze Napolitaanse periode, zoals Jean Cossa.
Het is dan ook niet verwonderlijk dat twee jeugdwerken van Giovanni Boccaccio aan het hof van koning René werden vertaald. Het gaat over Il Filostrato uit 1338 die in het Frans wordt vertaald als Le roman de Troyle door Louis de Beaveau, sénéchal d’Anjou, tussen 1453 en 1455. Enkele jaren later, omstreeks 1457 volgt een anonieme vertaling van de Teseida, een werk van Boccaccio uit ca. 1340. Met deze romans wordt niet alleen de eigentijdse Italiaanse literatuur in Frankrijk geïntroduceerd, maar ook een volledig nieuw type van roman. De ridderroman die bol staat van de avonturen en vechtpartijen, wordt vervangen door een roman die peilt naar de zielenroerselen van de antagonisten, sentiment wordt belangrijker dan eer en glorie. Deze werken werden ongetwijfeld gelezen door René want in zijn Livre du Cuer Damours espris worden de epitaven van Troylus, Dyomedes en Theseo gebruikt tussen die voor andere antieke helden op het kerkhof van de liefde.
Het Italiaanse devies dat koning René kiest bij het overlijden van zijn eerste echtgenote Isabella, een ontspannen boog waarover de tekst Arco per lentare piaga non sana is een variante op een vers uit de Canzoniere van Petrarca, een eerste referentie naar diens werk in Frankrijk.

## Ordre du Croissant
Op 11 augustus 1448 stichtte koning René de (tweede) Orde van de Wassende Maan. Deze orde was totaal verschillend van de eerste versie die in 1268 werd opgericht door Karel van Anjou na zijn overwinning op Konradijn, de laatste van de Hohenstaufen en de kleinzoon van keizer Frederik II. Koning René had met deze orde ter ere van de heilige Mauritius voornamelijk de bedoeling een gelijkaardige instelling op te richten als Filips de Goede had gedaan met zijn Orde van het Gulden Vlies om de edelen in zijn gebieden en van bevriende vorstendommen op die wijze aan hem te binden. De orde overleefde zijn stichter niet, ze werd opgeheven door paus Paulus II met een pauselijke bul omstreeks 1460.

## Kwartierstaat (voorouders)
| Jan II van Frankrijk (1319-1364) | Jan II van Frankrijk (1319-1364) | Jan II van Frankrijk (1319-1364) | Jan II van Frankrijk (1319-1364) | Jan II van Frankrijk (1319-1364)   | Jan II van Frankrijk (1319-1364)   | Bonne van Luxemburg (1315-1349)    | Bonne van Luxemburg (1315-1349)    | Bonne van Luxemburg (1315-1349)    | Bonne van Luxemburg (1315-1349)    | Bonne van Luxemburg (1315-1349)   | Bonne van Luxemburg (1315-1349)   |                                   |                                   | Karel van Blois (ca. 1319-1364)   | Karel van Blois (ca. 1319-1364)   | Karel van Blois (ca. 1319-1364)       | Karel van Blois (ca. 1319-1364)       | Karel van Blois (ca. 1319-1364)       | Karel van Blois (ca. 1319-1364)       | Johanna van Bretagne (ca. 1319-1384)  | Johanna van Bretagne (ca. 1319-1384)  | Johanna van Bretagne (ca. 1319-1384) | Johanna van Bretagne (ca. 1319-1384) | Johanna van Bretagne (ca. 1319-1384) | Johanna van Bretagne (ca. 1319-1384) |                              |                              | Peter IV van Aragón (1319-1387) | Peter IV van Aragón (1319-1387) | Peter IV van Aragón (1319-1387) | Peter IV van Aragón (1319-1387) | Peter IV van Aragón (1319-1387) | Peter IV van Aragón (1319-1387) | Eleonora van Sicilië (1325-1374) | Eleonora van Sicilië (1325-1374) | Eleonora van Sicilië (1325-1374) | Eleonora van Sicilië (1325-1374) | Eleonora van Sicilië (1325-1374) | Eleonora van Sicilië (1325-1374) |                                |                                | Robert I van Bar (1344-1411)   | Robert I van Bar (1344-1411)   | Robert I van Bar (1344-1411)    | Robert I van Bar (1344-1411)    | Robert I van Bar (1344-1411)    | Robert I van Bar (1344-1411)    | Maria van Frankrijk (1344-1404) | Maria van Frankrijk (1344-1404) | Maria van Frankrijk (1344-1404) | Maria van Frankrijk (1344-1404) | Maria van Frankrijk (1344-1404) | Maria van Frankrijk (1344-1404) |  |  |  |  |  |  |  |  |  |  |  |  |  |  |  |  |  |  |  |  |  |  |  |  |  |  |  |  |  |  |  |  |  |  |  |  |  |  |  |  |  |  |  |  |  |  |  |  |
| Jan II van Frankrijk (1319-1364) | Jan II van Frankrijk (1319-1364) | Jan II van Frankrijk (1319-1364) | Jan II van Frankrijk (1319-1364) | Jan II van Frankrijk (1319-1364)   | Jan II van Frankrijk (1319-1364)   | Bonne van Luxemburg (1315-1349)    | Bonne van Luxemburg (1315-1349)    | Bonne van Luxemburg (1315-1349)    | Bonne van Luxemburg (1315-1349)    | Bonne van Luxemburg (1315-1349)   | Bonne van Luxemburg (1315-1349)   |                                   |                                   | Karel van Blois (ca. 1319-1364)   | Karel van Blois (ca. 1319-1364)   | Karel van Blois (ca. 1319-1364)       | Karel van Blois (ca. 1319-1364)       | Karel van Blois (ca. 1319-1364)       | Karel van Blois (ca. 1319-1364)       | Johanna van Bretagne (ca. 1319-1384)  | Johanna van Bretagne (ca. 1319-1384)  | Johanna van Bretagne (ca. 1319-1384) | Johanna van Bretagne (ca. 1319-1384) | Johanna van Bretagne (ca. 1319-1384) | Johanna van Bretagne (ca. 1319-1384) |                              |                              | Peter IV van Aragón (1319-1387) | Peter IV van Aragón (1319-1387) | Peter IV van Aragón (1319-1387) | Peter IV van Aragón (1319-1387) | Peter IV van Aragón (1319-1387) | Peter IV van Aragón (1319-1387) | Eleonora van Sicilië (1325-1374) | Eleonora van Sicilië (1325-1374) | Eleonora van Sicilië (1325-1374) | Eleonora van Sicilië (1325-1374) | Eleonora van Sicilië (1325-1374) | Eleonora van Sicilië (1325-1374) |                                |                                | Robert I van Bar (1344-1411)   | Robert I van Bar (1344-1411)   | Robert I van Bar (1344-1411)    | Robert I van Bar (1344-1411)    | Robert I van Bar (1344-1411)    | Robert I van Bar (1344-1411)    | Maria van Frankrijk (1344-1404) | Maria van Frankrijk (1344-1404) | Maria van Frankrijk (1344-1404) | Maria van Frankrijk (1344-1404) | Maria van Frankrijk (1344-1404) | Maria van Frankrijk (1344-1404) |  |  |  |  |  |  |  |  |  |  |  |  |  |  |  |  |  |  |  |  |  |  |  |  |  |  |  |  |  |  |  |  |  |  |  |  |  |  |  |  |  |  |  |  |  |  |  |  |
|                                  |                                  |                                  |                                  |                                    |                                    |                                    |                                    |                                    |                                    |                                   |                                   |                                   |                                   |                                   |                                   |                                       |                                       |                                       |                                       |                                       |                                       |                                      |                                      |                                      |                                      |                              |                              |                                 |                                 |                                 |                                 |                                 |                                 |                                  |                                  |                                  |                                  |                                  |                                  |                                |                                |                                |                                |                                 |                                 |                                 |                                 |                                 |                                 |                                 |                                 |                                 |                                 |  |  |  |  |  |  |  |  |  |  |  |  |  |  |  |  |  |  |  |  |  |  |  |  |  |  |  |  |  |  |  |  |  |  |  |  |  |  |  |  |  |  |  |  |  |  |  |  |
|                                  |                                  |                                  |                                  | Lodewijk I van Anjou (1339-1384)   | Lodewijk I van Anjou (1339-1384)   | Lodewijk I van Anjou (1339-1384)   | Lodewijk I van Anjou (1339-1384)   | Lodewijk I van Anjou (1339-1384)   | Lodewijk I van Anjou (1339-1384)   |                                   |                                   |                                   |                                   |                                   |                                   | Maria van Blois-Châtillon (1345-1404) | Maria van Blois-Châtillon (1345-1404) | Maria van Blois-Châtillon (1345-1404) | Maria van Blois-Châtillon (1345-1404) | Maria van Blois-Châtillon (1345-1404) | Maria van Blois-Châtillon (1345-1404) |                                      |                                      |                                      |                                      |                              |                              |                                 |                                 |                                 |                                 | Johan I van Aragón (1350-1396)  | Johan I van Aragón (1350-1396)  | Johan I van Aragón (1350-1396)   | Johan I van Aragón (1350-1396)   | Johan I van Aragón (1350-1396)   | Johan I van Aragón (1350-1396)   |                                  |                                  |                                |                                |                                |                                | Yolande van Bar (ca. 1365-1431) | Yolande van Bar (ca. 1365-1431) | Yolande van Bar (ca. 1365-1431) | Yolande van Bar (ca. 1365-1431) | Yolande van Bar (ca. 1365-1431) | Yolande van Bar (ca. 1365-1431) |                                 |                                 |                                 |                                 |  |  |  |  |  |  |  |  |  |  |  |  |  |  |  |  |  |  |  |  |  |  |  |  |  |  |  |  |  |  |  |  |  |  |  |  |  |  |  |  |  |  |  |  |  |  |  |  |
|                                  |                                  |                                  |                                  | Lodewijk I van Anjou (1339-1384)   | Lodewijk I van Anjou (1339-1384)   | Lodewijk I van Anjou (1339-1384)   | Lodewijk I van Anjou (1339-1384)   | Lodewijk I van Anjou (1339-1384)   | Lodewijk I van Anjou (1339-1384)   |                                   |                                   |                                   |                                   |                                   |                                   | Maria van Blois-Châtillon (1345-1404) | Maria van Blois-Châtillon (1345-1404) | Maria van Blois-Châtillon (1345-1404) | Maria van Blois-Châtillon (1345-1404) | Maria van Blois-Châtillon (1345-1404) | Maria van Blois-Châtillon (1345-1404) |                                      |                                      |                                      |                                      |                              |                              |                                 |                                 |                                 |                                 | Johan I van Aragón (1350-1396)  | Johan I van Aragón (1350-1396)  | Johan I van Aragón (1350-1396)   | Johan I van Aragón (1350-1396)   | Johan I van Aragón (1350-1396)   | Johan I van Aragón (1350-1396)   |                                  |                                  |                                |                                |                                |                                | Yolande van Bar (ca. 1365-1431) | Yolande van Bar (ca. 1365-1431) | Yolande van Bar (ca. 1365-1431) | Yolande van Bar (ca. 1365-1431) | Yolande van Bar (ca. 1365-1431) | Yolande van Bar (ca. 1365-1431) |                                 |                                 |                                 |                                 |  |  |  |  |  |  |  |  |  |  |  |  |  |  |  |  |  |  |  |  |  |  |  |  |  |  |  |  |  |  |  |  |  |  |  |  |  |  |  |  |  |  |  |  |  |  |  |  |
|                                  |                                  |                                  |                                  |                                    |                                    |                                    |                                    |                                    |                                    | Lodewijk II van Anjou (1377-1417) | Lodewijk II van Anjou (1377-1417) | Lodewijk II van Anjou (1377-1417) | Lodewijk II van Anjou (1377-1417) | Lodewijk II van Anjou (1377-1417) | Lodewijk II van Anjou (1377-1417) |                                       |                                       |                                       |                                       |                                       |                                       |                                      |                                      |                                      |                                      |                              |                              |                                 |                                 |                                 |                                 |                                 |                                 |                                  |                                  |                                  |                                  | Yolande van Aragón (1381-1442)   | Yolande van Aragón (1381-1442)   | Yolande van Aragón (1381-1442) | Yolande van Aragón (1381-1442) | Yolande van Aragón (1381-1442) | Yolande van Aragón (1381-1442) |                                 |                                 |                                 |                                 |                                 |                                 |                                 |                                 |                                 |                                 |  |  |  |  |  |  |  |  |  |  |  |  |  |  |  |  |  |  |  |  |  |  |  |  |  |  |  |  |  |  |  |  |  |  |  |  |  |  |  |  |  |  |  |  |  |  |  |  |
|                                  |                                  |                                  |                                  |                                    |                                    |                                    |                                    |                                    |                                    | Lodewijk II van Anjou (1377-1417) | Lodewijk II van Anjou (1377-1417) | Lodewijk II van Anjou (1377-1417) | Lodewijk II van Anjou (1377-1417) | Lodewijk II van Anjou (1377-1417) | Lodewijk II van Anjou (1377-1417) |                                       |                                       |                                       |                                       |                                       |                                       |                                      |                                      |                                      |                                      |                              |                              |                                 |                                 |                                 |                                 |                                 |                                 |                                  |                                  |                                  |                                  | Yolande van Aragón (1381-1442)   | Yolande van Aragón (1381-1442)   | Yolande van Aragón (1381-1442) | Yolande van Aragón (1381-1442) | Yolande van Aragón (1381-1442) | Yolande van Aragón (1381-1442) |                                 |                                 |                                 |                                 |                                 |                                 |                                 |                                 |                                 |                                 |  |  |  |  |  |  |  |  |  |  |  |  |  |  |  |  |  |  |  |  |  |  |  |  |  |  |  |  |  |  |  |  |  |  |  |  |  |  |  |  |  |  |  |  |  |  |  |  |
|                                  |                                  |                                  |                                  |                                    |                                    |                                    |                                    |                                    |                                    |                                   |                                   |                                   |                                   |                                   |                                   |                                       |                                       |                                       |                                       |                                       |                                       |                                      |                                      |                                      |                                      |                              |                              |                                 |                                 |                                 |                                 |                                 |                                 |                                  |                                  |                                  |                                  |                                  |                                  |                                |                                |                                |                                |                                 |                                 |                                 |                                 |                                 |                                 |                                 |                                 |                                 |                                 |  |  |  |  |  |  |  |  |  |  |  |  |  |  |  |  |  |  |  |  |  |  |  |  |  |  |  |  |  |  |  |  |  |  |  |  |  |  |  |  |  |  |  |  |  |  |  |  |
|                                  |                                  |                                  |                                  |                                    |                                    |                                    |                                    |                                    |                                    |                                   |                                   |                                   |                                   |                                   |                                   |                                       |                                       |                                       |                                       |                                       |                                       |                                      |                                      |                                      |                                      |                              |                              |                                 |                                 |                                 |                                 |                                 |                                 |                                  |                                  |                                  |                                  |                                  |                                  |                                |                                |                                |                                |                                 |                                 |                                 |                                 |                                 |                                 |                                 |                                 |                                 |                                 |  |  |  |  |  |  |  |  |  |  |  |  |  |  |  |  |  |  |  |  |  |  |  |  |  |  |  |  |  |  |  |  |  |  |  |  |  |  |  |  |  |  |  |  |  |  |  |  |
|                                  |                                  |                                  |                                  | Lodewijk III van Anjou (1403-1434) | Lodewijk III van Anjou (1403-1434) | Lodewijk III van Anjou (1403-1434) | Lodewijk III van Anjou (1403-1434) | Lodewijk III van Anjou (1403-1434) | Lodewijk III van Anjou (1403-1434) |                                   |                                   |                                   |                                   | Maria van Anjou (1404-1463)       | Maria van Anjou (1404-1463)       | Maria van Anjou (1404-1463)           | Maria van Anjou (1404-1463)           | Maria van Anjou (1404-1463)           | Maria van Anjou (1404-1463)           |                                       |                                       |                                      |                                      | René I van Anjou (1409-1480)         | René I van Anjou (1409-1480)         | René I van Anjou (1409-1480) | René I van Anjou (1409-1480) | René I van Anjou (1409-1480)    | René I van Anjou (1409-1480)    |                                 |                                 |                                 |                                 | Yolande van Anjou (1412-1440)    | Yolande van Anjou (1412-1440)    | Yolande van Anjou (1412-1440)    | Yolande van Anjou (1412-1440)    | Yolande van Anjou (1412-1440)    | Yolande van Anjou (1412-1440)    |                                |                                |                                |                                | Karel IV van Maine (1414-1472)  | Karel IV van Maine (1414-1472)  | Karel IV van Maine (1414-1472)  | Karel IV van Maine (1414-1472)  | Karel IV van Maine (1414-1472)  | Karel IV van Maine (1414-1472)  |                                 |                                 |                                 |                                 |  |  |  |  |  |  |  |  |  |  |  |  |  |  |  |  |  |  |  |  |  |  |  |  |  |  |  |  |  |  |  |  |  |  |  |  |  |  |  |  |  |  |  |  |  |  |  |  |

## Wapens

Wapen van René van Anjou vanaf 1420: bestaande uit het wapen van Valois-Anjou links boven en rechts onder, Bar rechts boven en links onder, en Lotharingen, het schildje in het midden.
Wapen van René van Anjou vanaf 1434: Hongarije (links boven), Napels (Midden bovenaan) en Jeruzalem(rechts boven) worden toegevoegd.
Wapen van René van Anjou vanaf 1443: Het wapen van Aragon werd toegevoegd op een schildje in het midden
Wapen van René van Anjou vanaf 1453: Lotharingen is verwijderd
Wapen van René van Anjou vanaf 1470: Aragon verdwijnt en de lelies van Valois-Anjou worden centraal geplaatst

## Weblinks
- Livre des tournois online bekijken[20]
- Otto Pächt, René d’Anjou et les van Eyck.
- Egerton Hours op de website van de British Library
- Doorverwijspagina naar boeken uit de bibliotheek van koning René